# Ares
För andra betydelser, se Ares (olika betydelser).

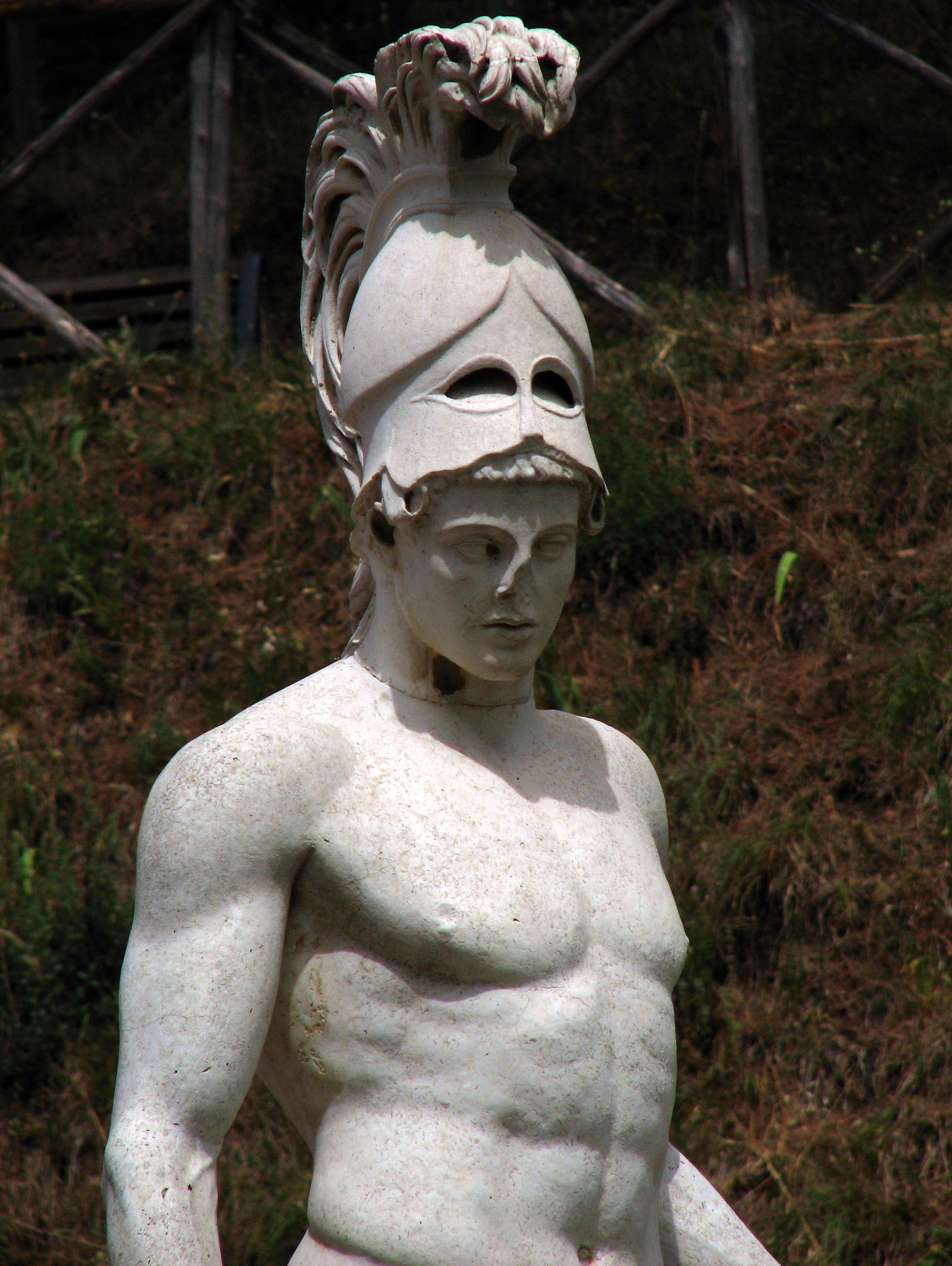
Ares. Staty i Hadrianus villa.

Ares (grek. Άρης) var krigets, ursinnets och det besinningslösa våldets gud i grekisk mytologi. Han var son till Zeus och Hera. Han identifieras med den förgrekiske krigsguden Enyalios. Ares deltog ofta i stora krig. Han avbildas ofta med ett spjut och en brinnande fackla. Gamen var hans kännetecken. Ares motsvaras i den romerska mytologin av guden Mars och var där en betydligt viktigare gestalt än Ares var bland de grekiska gudarna.

## Beskrivning
Ares var vacker men brutal och uteslöts därför ofta från de andra gudarnas krets. Han var ökänd för sin blodtörst, och det föreföll som om han stred för stridens egen skull, och struntade i vilken sida han kämpade på. Hans syster Athena, som representerar de listiga, skickliga och strategiska i krigen, gillade inte att Ares var så blodtörstig och stridslysten så de hamnade ibland i krig mot varandra. Ett av de krigen var det trojanska kriget mellan akajerna, ledda av Agamemnon som var konung i Mykene och trojanerna där Troja (understödda av Ares) förlorade.

## Barn och älskarinnor
Myterna om Ares är få. Vid sidan om berättelser om strider figurerar han oftast i olika kärleksaffärer. Han hade många älskarinnor och många barn men, såvitt känt, ingen hustru. Några av hans älskarinnor var Afrodite, Aglauros, Eos, Pelopia, Harpina och Tirine.
Ares barn
(moderns namn står kursivt)
- Afrodite: Anteros, Deimos, Eros, Harmonia och Phobos.
- Aglauros: Alkippe.
- Astyokhe: Askalaphos.
- Atalanta: Parthenopeus.
- Khryse: Phlegyas.
- Erytheia: Eurytion.
- Kyrene: Diomedes.
- Otrera: Hippolyte, Penthesilea, Antiope och Melanippe.
- Sterope el. Harpina: Oenomaus.
- Tereine: Thrassa.

Ares hade dessutom ett antal barn som var utan eller hade okända mödrar. Några av dessa barn hette: Bisto, Kyknos, Enyo och Tereus.

## Ares och Afrodites kärleksaffär
De mest kända myterna om Ares handlar om hans kärleksförbindelser med kärleksgudinnan Afrodite något som bland annat Homeros återger i Iliaden.
Afrodite var redan gift med smideskonstens gud, Hefaistos men det var inget som det älskande paret bekymrade sig om. Hefaistos var väl medveten om sin hustrus otrohet och han beslutade sig för att avslöja dem inför de andra gudarna. Han smidde ett vackert nät som var lika tunt och lätt som spindelväv men lika starkt som diamanttrådar. När paret låg i bädden ovetande om att Hefaistos närmade sig, blev de fångade av nätet som han kastade över dem. Triumferande över att ha lyckats ertappa dem på bar gärning kallade Hefaistos till sig de andra gudarna för att de skulle bevittna brottet. Men istället för att fördöma det generade paret skrattade de bara åt honom. Hermes och Apollon retades också med honom att det vore värt skammen att bli ertappad om man fick älska med Afrodite. Ares släpptes först när han lovade att betala skadestånd till Hefaistos.